# Nicollette Sheridan
Nicollette Sheridan (Worthing, Sussex, Engleska, Ujedinjeno Kraljevstvo,  21. studenog 1963.), britanska glumica. 

## Životopis

### Mladost
Nicollette je rođena u Worthingu, Zapadnom Sussexu, Engleskoj od strane majke, britanske glumice Sally Sheridan. Identitet njenog oca nikad nije bio poznat, već Nicollette svojim pravim ocem smatra majčinog bivšeg dečka, glumca, Terryja Savalasa. Njezin polubrat, Nick Savalas, je Terryjev sin.

### Osobni život
Od 1979. – 1985., Nicollette je hodala s teen idolom, Leif Garrettom. Počeli su hodati kada je njoj bilo 15 godina, i živjela je u kući njegove majke dok je još bila maloljetnica. Od 1991. – 1993.-e Sheridan je bila udana za glumca Harryja Hamlina, no pošto je brak potrajao samo dvije godine počele su kružiti glasine kako se ona udala za njega samo zbog zelene karte. No, to je najvjerojatnije čisto nagađanje medija.
Od siječnja do listopada 2005.-e, Nicollette je bila zaručena za švedskog glumca, Nicklasa Soderbloma. Nakon razvrgavanja zaruka, Sheridan se vratila svom bivšem dečku, pjevaču Michaelu Boltonu, s kojim se zaručila u ožujku 2006., a udala u kolovozu 2007.

## Zanimljivosti
- visoka je 171 cm.
- bila je na audiciji za ulogu Grace Adler, za seriju "Will i Grace".
- ima zlatnog retrivera, Olivera.
- tečno govori grčki.
- bavi se jahanjem konja od treće godine života.
- prije nego što je dobila ulogu Edie Britt, Nicollette je otišla na audiciju za lik Bree Van De Kamp, no ulogu je dobila Marcia Cross koja je išla na audiciju za ulogu Edie i Mary Alice Young.
- vegetarijanka je.

## Filmografija
- "Fly me to the Moon" kao Nadia (posuđuje glas) (2007.)
- "Code Name:The Cleaner" kao Diane (2007.)
- "The Karate Dog" kao bijela mačka (posuđuje glas)  (2004.)
- "Deadly Visions" kao Ann Culver (2004.)
- "Lost Treasure" kao Carrie (2003.)
- "Deadly Betrayal" kao Donna Randal (2003.)
- "Tarzan i Jane" kao Eleanor (posuđuje glas) (2002.)
- "Haven't We Met Before?" kao Eliza/Kate/Emily (2002.)
- ".com for Murder" kao Misty Brummel (2002.)
- "The Spiral Staircase" kao Helen Capel (2000.)
- "Raw Nerve" kao Izabel Sauvestre (1999.)
- "Dead Husbands" kao Alexandra Elston (1998.)
- "I Woke Up Early the Day I Died" kao Ballroom žena (1998.)
- "Murder in my Mind" kao Callain Pearson (1997.)
- "Beverly Hills Ninja" (Ninja s Beverly Hillsa) kao Allison Page/Sally Jones (1997.)
- "The People Next Door" kao Anna Morse (1996.)
- "Spy Hard" (Špijuniraj muški) kao Veronique Ukrinsky (1996.)
- "Indictament: the McMartin Trial" kao Grace (1995.)
- "Virus (film)|Virus" kao Marissa Blumenthal (1995.)
- "Siver Strand" kao Michelle Hughes (1995.)
- "Shadows of Desire" kao Rowena Ecklund (1994.)
- "A Time to Heal" kao Jenny Barton (1994.)
- "Somebody's Daughter" kao Sara (1992.)
- "Noises Off" kao Brooke Ashton/Vicky (1992.)
- "Deceptions" kao Adrienne Erickson (1990.)
- "Dark Mansions" kao Banda Drake (1986.)
- "Dead Man's Folly" kao Hattie Stubbs (1986.)
- "The Sure Thing" kao nepoznata uloga (1985.)

## Televizijske uloge
- "Desperate Housewives" (Kućanice) kao Eddie Britt (2004. - danas)
- "Becker" kao Anna (2003.)
- "Will & Grace" (Will i Grace) kao doktorica Danielle Morty (2003.)
- "Static Shock" kao Darcy (2003.)
- "The Legend of Tarzan" kao Eleanor (2001.)
- "Knot's Landing: Back to the Cul-de Sac"  kao Paige Matheson (1997.)
- "Paradise" kao Lily (1991.)
- "Lucky/Chances" kao Lucky Santangelo Richmond Stanislopolous Golden (1990.)
- "Knot's Landing" kao Paige Matheson (1986. – 1993.)
- "Paper Dolls" kao Taryn Blake (1984.)